# Жая, Иван
Иван Жая (хорв. Ivan Žaja; род. 29 июля 1965) — хорватский шахматист, гроссмейстер (2001). Преподаватель шахматной школы в Аржано.
Чемпион Хорватии 1999 и 2000 гг.
В составе сборной Хорватии участник шахматной олимпиады 2000 г. в Стамбуле и двух командных чемпионатов Европы (1997 и 2001 гг.).
Предпочитает дебюты E81, E42 за белых, C06 и C18 за чёрных

## Изменения рейтинга
| Графики недоступны из-за технических проблем. См. информацию на Фабрикаторе и на mediawiki.org. |